# Tarandacuao
Tarandacuao es una localidad del estado mexicano de Guanajuato. Es la cabecera del municipio de Tarandacuao.

## Toponimia
El nombre «Tarandacuao» proviene del purépecha. Su significado es «lugar por donde entra el agua».

## Demografía
| Gráfica de evolución demográfica |
|                                  |

| Censo | Población |
| ----- | --------- |
| 1900  | 1 444     |
| 1910  | 1 462     |
| 1921  | 1 742     |
| 1930  | 2 209     |
| 1940  | 2 472     |
| 1950  | 3 912     |
| 1960  | 3 707     |
| 1970  | 4 439     |
| 1980  | 5 402     |
| 1990  | 6 921     |
| 2000  | 6 894     |
| 2010  | 6 058     |
| 2020  | 5 651     |